# Markus Dürager
Markus Dürager (Radstadt, 20 febbraio 1990) è un ex sciatore alpino austriaco.

## Biografia

### Stagioni 2006-2013
Specialista delle prove veloci originario di Altenmarkt im Pongau e attivo in gare FIS dal dicembre del 2005, Markus Dürager ha esordito in Coppa Europa il 20 dicembre 2007, giungendo 42º nella discesa libera tenutasi sulle nevi di Altenmarkt-Zauchensee. L'11 marzo 2011 ha debuttato in Coppa del Mondo nella medesima specialità a Lillehammer Kvitfjell, dove ha concluso al 50º posto.
Ha conquistato il primo podio in Coppa Europa l'11 gennaio 2012 in discesa libera sul tracciato di Val-d'Isère, giungendo 2º alle spalle del compagno di squadra Johannes Kröll; sempre in discesa libera il 16 gennaio 2013 ha ottenuto la sua prima vittoria nel circuito continentale, a Hinterstoder, e nel 2012-2013 si è piazzato al 2º posto nella classifica di specialità in Coppa Europa.

### Stagioni 2014-2020
Il 29 dicembre 2013 ha ottenuto sulla Stelvio di Bormio in discesa libera il suo miglior piazzamento in Coppa del Mondo, un 10º posto bissato poche settimane dopo, il 26 gennaio 2014, a Kitzbühel nel supergigante della Streif. Nella stagione 2014-2015, quando ha ottenuto anche la sua seconda e ultima vittoria, nonché ultimo podio, in Coppa Europa (il 16 gennaio ad Altenmarkt-Zauchensee), si è nuovamente piazzato al 2º posto nella classifica di specialità nel circuito.
Il 28 dicembre 2017 ha disputato a Bormio in discesa libera la sua ultima gara in Coppa del Mondo, senza concluderla; si è ritirato durante la stagione 2019-2020 e la sua ultima gara in carriera è stata un supergigante FIS l'8 gennaio a Wanlong. In carriera non ha preso parte né a rassegne olimpiche né iridate.

## Palmarès

### Coppa del Mondo
- Miglior piazzamento in classifica generale: 67º nel 2014

### Coppa Europa
- Miglior piazzamento in classifica generale: 17º nel 2015
- 4 podi (tutti in discesa libera):
  - 2 vittorie
  - 1 secondo posto
  - 1 terzo posto

#### Coppa Europa - vittorie
| Data            | Località              | Paese   | Specialità |
| --------------- | --------------------- | ------- | ---------- |
| 16 gennaio 2013 | Hinterstoder          | Austria | DH         |
| 16 gennaio 2015 | Altenmarkt-Zauchensee | Austria | DH         |

Legenda:

DH = discesa libera

### Nor-Am Cup
- Miglior piazzamento in classifica generale: 49º nel 2018
- 1 podio:
  - 1 vittoria

#### Nor-Am Cup - vittorie
| Data            | Località    | Paese  | Specialità |
| --------------- | ----------- | ------ | ---------- |
| 5 dicembre 2017 | Lake Louise | Canada | DH         |

Legenda:

DH = discesa libera

### Campionati austriaci juniores
- 2 medaglie[2]:
  - 1 oro (discesa libera nel 2007)
  - 1 bronzo (combinata nel 2007)